# Инструкция по выживанию (альбом)
«Инстру́кция по выжива́нию» — восемнадцатый студийный альбом группы «Гражданская Оборона», записанный в 1990 году. Все песни, представленные на альбоме, принадлежат творчеству группы «Инструкция по выживанию». Переиздан на LP в 2013 году.

## История создания
После записи альбомов 1989 года Егор Летов все больше склонялся к мысли о прекращении музыкальной деятельности. Сам альбом он называл последним, по крайней мере, в качестве «Гражданской обороны». В это время Егор Летов был в хороших отношениях с Романом Неумоевым, лидером «Инструкции», называя его «лихим горемычным собратом», и чувствовал духовное родство его песен со своим творчеством. Сам Егор описывает историю создания так:

Последний альбом ГО. Идея возникла после телефонного разговора с Ромычем — верховным главой ИПВ, — в котором он крайне красноречиво открестился от всего им безбожно созданного на поприще рок-н-ролла, и категорически, наотрез отказался когда-либо и как-либо участвовать в записи собственных, сочиненных в 1987—88 годах, но так и не записанных, либо записанных до смешного неудачно, замечательных песен.
— Официальная альбомография «ГрОб Records»
Альбом записывался максимально живо и просто: гитара, голос, ударные. По словам Летова, практически после каждого дубля он срывал голос, так что песню «Хуй» пришлось петь Игорю Жевтуну.

## Критика
Альбом воспринят критиками по-разному, кто-то был в восторге от альбома: «Наверное, никто, кроме Егора, не смог бы не только не растерять, но и углубить все то, что заложено в этих песнях».
Другим мнением было, что альбом — результат творческого поиска, причём не самый удачный. Критиковали как подбор песен, так и качество исходного материала: «Тексты некоторых песен очень низкого качества, и мысль о том, что их авторство принадлежит не Егору, мало утешает».
Тем не менее альбом пользовался довольно большой популярностью, причём многие люди зачастую не подозревали о том, что автор песен не Егор Летов.

## Неумоев об альбоме
В середине 1990-х годов отношения Летова и Неумоева испортились. Причиной их первого конфликта в 1988 году Неумоев называет ревность Летова к Янке Дягилевой. О том, что Летов перепел его песни, впоследствии он выскажется так:

Я тут выступил просто, как репродуктор тех идей, каковые ты [Егорушка] всадил в мое размягченное обстановкой приятного путешествия, сознание. Вот только, слава Богу, я от этих идей, как-то со временем избавился.
В 2008 году Летов в ответ на вопрос на официальном сайте заявил, что альбом переиздаваться не будет, и о его существовании лучше забыть.

## Список композиций
| №   | Название                  | Автор(ы)                                                      | Длительность |
| --- | ------------------------- | ------------------------------------------------------------- | ------------ |
| 1.  | «Непрерывный суицид»      | Роман Неумоев                                                 | 3:53         |
| 2.  | «Посвящение А. Кручёных»  | Мирослав Немиров, Игорь Жевтун, Алексей Кручёных              | 2:31         |
| 3.  | «Моя северная страна»     | Юрий Крылов, Роман Неумоев                                    | 2:40         |
| 4.  | «А у мира час до полночи» | Роман Неумоев                                                 | 3:51         |
| 5.  | «Рок-н-ролльный фронт»    | Роман Неумоев, Кирилл Рыбьяков, Мирослав Немиров, Юрий Крылов | 3:51         |
| 6.  | «Товарищ Горбачёв»        | Мирослав Немиров                                              | 5:40         |
| 7.  | «Афганский синдром»       | Роман Неумоев                                                 | 2:34         |
| 8.  | «Всё пройдёт»             | Роман Неумоев                                                 | 4:11         |
| 9.  | «Красный смех»            | Роман Неумоев                                                 | 3:00         |
| 10. | «Нож в спину»             | Роман Неумоев                                                 | 2:25         |
| 11. | «Корона»                  | Роман Неумоев                                                 | 3:45         |
| 12. | «Посвящение А. Кручёных»  | Мирослав Немиров, Игорь Жевтун, Алексей Кручёных              | 2:28         |
| 13. | «Родина-Смерть»           | Роман Неумоев                                                 | 3:02         |
| 14. | «Хуй»                     | Роман Неумоев, Мирослав Немиров                               | 3:15         |
| 15. | «Непрерывный суицид»      | Роман Неумоев                                                 | 4:08         |

| №   | Название              | Автор(ы)                   | Длительность |
| --- | --------------------- | -------------------------- | ------------ |
| 16. | «Час до полночи»      | Роман Неумоев              | 3:49         |
| 17. | «Нож в спину»         | Роман Неумоев              | 2:38         |
| 18. | «Непрерывный суицид»  | Роман Неумоев              | 3:12         |
| 19. | «Моя северная страна» | Юрий Крылов, Роман Неумоев | 2:44         |
| 20. | «Красный смех»        | Роман Неумоев              | 3:36         |

## О записи
- Егор Летов — вокал, подпевки, бас-гитара (13), электрогитара (14), акустическая гитара, ударные
- Кузя Уо — металлофон (3, 7), саксофон (6), подпевки (3), эффекты
- Игорь «Джефф» Жевтун — вокал (2, 14), подпевки, электрогитара, бас-гитара

Все песни — «Инструкция по выживанию», 1986—1988.
Постановка, аранжировка и прочее — Егор Летов и Игорь «Джефф» Жевтун.
Материал использован с личного разрешения Романа «Ромыча» Неумоева.
Записано с 31 марта по 1 апреля 1990 в ГрОб-студии Егором Летовым при оказанной помощи со стороны Кузи Уо и Джеффа.

Сведено впервые в данном варианте 4 апреля 1990 Егором Летовым в ГрОб-студии.
Бонусами LP являются различные ауттейки той же сессии, а также сессии «Прыг-cкок» — «Непрерывный суицид» и «Красный смех», записанные, соответственно, 29 апреля и 24 мая 1990 года.
- Продюсер: Егор Летов
- Оформление: Егор Летов
- Мастеринг: Сергей Летов
- Реставрация, сведение, мастеринг для LP: Наталья Чумакова, сентябрь 2011 — январь 2012 года
- Графика и живопись: Георг Гросс